# Malekoccus acaciae
Malekoccus acaciae är en insektsart som beskrevs av Matile-ferrero 1988. Malekoccus acaciae ingår i släktet Malekoccus och familjen ullsköldlöss.
Artens utbredningsområde är Saudiarabien. Inga underarter finns listade i Catalogue of Life.